# 王僧達
王僧達（423年—458年9月8日），琅邪臨沂（今山東臨沂）人。東晉丞相王導玄孫，南朝宋太保王弘幼子。南朝宋官員，官至中書令。

## 生平
王僧達年輕時就已好學，長於寫文章，宋文帝聽聞王僧達年紀輕輕就已很聰慧，特地召見他，並問他書籍知識及家事。王僧達應對文雅敏捷，甚得宋文帝欣賞，更將臨川王劉義慶的女兒嫁給他。王僧達還未夠二十歲就任始興王劉濬的後軍參軍，後又遷太子舍人。及後又擔任太子洗馬及宣城太守。元嘉二十八年（451年），王僧達因北魏大舉南侵而求入衞建康，並得允許。北魏退兵後還郡，後又遷義興太守。
元嘉三十年（453年），太子劉劭弒宋文帝，劉駿起兵討伐，並傳檄州郡，要郡出兵響應。當時王僧達不知應該支持哪邊，有門客建議王僧達最好就是應檄並游說鄰近各郡一同響應，否則也可以率領一些支持劉駿的人南返歸附劉駿。最終王僧達選了南走，並在鵲頭遇上劉駿，獲對方任命為長史，加征虜將軍。劉駿即位，即宋孝武帝，以王僧達為尚書右僕射，不久外調任使持節、南蠻校尉，加征虜將軍，但因荊州刺史、南郡王劉義宣想留任，不肯解任南蠻校尉，故王僧達未能成行，改任護軍將軍。但王僧達自以才能和地位乃是當時無人能及，且在劉駿即位不久就任尚書僕射要職，故此就望一兩年間就身居宰相，更曾答詔稱：「亡父亡祖，司徒司空。」但任護軍將軍後就很不得志，於是自求徐州刺史，但不獲允許。王僧達再三陳請，更令孝武帝不悅，於是調任征虜將軍、吳郡太守。至此王僧達一年中就已經五度遷官，而今外任，更感不得意。
吳郡西臺寺有很多有錢的僧人，王僧達因他們未能滿足自己的需索，於是派主簿顧曠去劫略西臺寺的僧人竺法瑤，得了數百萬錢。孝建元年（454年），王僧達因劉義宣等叛變而加置佐領兵，原本下令置兵一千人，但王僧達卻置兵三十隊，每隊八十人，超出限額。他又在吳郡建宅，以朝廷名義動用了不少人力。王僧達因著種種行為而遭免官。昔日王僧達為太子洗馬時留在東宮，但心中卻想著軍人朱靈寶。在任宣城太守時，因著朱靈寶已長大，王僧達就假稱朱靈寶死了，用了宣城人左永之戶籍，改易朱靈寶為左永之子，並更名左元序。其後此人就屢任官職。事情一直到了孝建元年春才遭揭發，王僧達因而再加禁錮。但王僧達還上表道：「不能因依左右，傾意權貴。」宋孝武帝更是憤怒。
孝建三年（456年），王僧達出任太常，但他還是不高興，後又上表辭職，不過就因上表被指言辭不遜而遭免官。不久，王僧達任太傅、江夏王劉義恭的長史，臨淮太守。隨後劉義恭進為太宰，王僧朗亦隨之轉任太宰長史。大明元年（457年），　王僧達遷左衞將軍，領太子中庶子。又以昔日歸順劉駿之功，封寧陵縣五等侯。大明二年（458年），遷中書令。
太后路惠男的親族路瓊之曾經盛裝並帶著大批隨從去訪問王僧達家，當時王僧達正要去打獵，已換好衣服了。路瓊之坐下後，王僧達不和他談話，只問：「我昔日手下為我駕馬車的路慶之是你哪位親屬呀？」更將路瓊之坐過的床墊燒了。路瓊之及後將此事報告路太后，令得路太后大怒，想要宋孝武帝為路瓊之出頭。不過當時孝武帝就說：「瓊之年輕，無故去訪問王僧達家，被辱是理所當然呀。僧達是高貴的公子，怎可以因此事而加罪於他呀？」不過路太后仍然很憤怒。至大明二年八月，高闍等人圖謀作亂，但失敗被殺。宋孝武帝以王僧達屢次言辭忤逆，不會悔改的了，於是就誣王僧達與高闇是同謀，將其收付廷尉。王僧達於獄中被賜死，享年三十六歲。

## 性格
- 王僧達愛親近動物的活動，曾經託病在楊列橋看鬥鴨，因而遭彈劾。年輕時又愛與鄉里少年喜歡追逐鷹犬，更曾親手屠宰牛隻。他又喜歡打獵，在宣城太守時會在郡中無事時騎馬肆意馳騁，可以三五天都不回家，還常在出獵時聽百姓的訟案。
- 王僧達曾因族子王確長得俊美而私下與其親密交好。其時王確叔父王休為永嘉太守，王確也會跟他到永嘉郡，只是王僧達想逼他留下。王確知王僧達意圖而故意迴避，豈料王僧達竟起殺念，暗中在家後挖大坑，想誘騙王確到家道別，伺機將之殺害並埋掉。王僧達堂弟王僧虔知道此事後制止了他。

（最后一条最后一节）
- 王僧達為人高傲，在因自負才能卻未能當上宰相高位後大感失意，但不但上表言辭不遜孝武不高興，在被免去吳郡太守後曾單獨獲孝武帝召見時仍不發一言，僅望著皇帝。孝武帝在王僧達離開後憤憤地說：「王僧達難道不狂妄嗎？居然正臉瞪著天子！」顏師伯去拜訪他，王僧達仍感慨道：「大丈夫寧當玉碎，怎可以無聲無息地只求存活。」顏師伯不敢回應並退去。何尚之退休後再度接受任命為官，在家中設八關齋，大會朝士，並親自行香。期間何尚之到王僧達處，並勸他放接鷹犬，不要再去遊獵。豈料王僧達答：「家裏養了一隻老狗，放了牠沒處去，已經回來了。」公開嘲諷何尚之，讓何尚之臉色大變。
- 王僧達與其兄王錫不和。母親去世時，王錫自臨海郡回來奔喪，帶來的俸祿和別人贈送的治喪財物共達百萬錢以上。王僧達竟一夜之間命奴僕將這些財物全數拿走。

## 後代

### 子
- 王道琰，因父涉及謀反而流放到新安郡，後在宋前廢帝登位時得返京師，官至廬陵內史。

### 孫
- 王融，王道琰子，竟陵八友之一。南齊中書郎，因擁護竟陵王蕭子良爭帝位而遭蕭昭業賜死。
- 王氏，劉孝綽母[3]

## 延伸阅读
[在维基数据编辑]
 在维基文库阅读此作者作品
 《宋書/卷75》，出自沈约《宋书》